# Кальвадос (департамент)
Кальвадо́с (фр. Calvados) — департамент на півночі Франції, один з департаментів регіону Нижня Нормандія. Порядковий номер 14.
Адміністративний центр — Кан. Населення 648 тис. чоловік (31-е місце серед департаментів, дані 1999 р.).

## Географія
Площа території 5548 км². На сході Кальвадос граничить з департаментом Приморська Сена по річці Сена. Департамент включає 4 округи, 49 кантонів і 705 комун.

## Історія
Кальвадос — один з перших 83 департаментів, створених в березні 1790 р. Займає частину території колишньої провінції Нормандія. У червні 1944 р. в регіоні відбулася битва за Нормандію після висадки союзних військ у Франції.